# Friedrich Theodor Wiese
Friedrich Theodor Wiese (* 20. Februar 1788 in Kiel; † 10. September 1858 in Wiesbaden) war ein deutscher Richter und Politiker.

## Leben
Wiese war der Sohn des Kanzleirates und Regierungssekretärs Wiese in Glückstadt und Stiefsohn des Gymnasialprofessors Heinrich Müller am Schullehrerseminar in Kiel. Er studierte bis 1806 Rechtswissenschaften und trat dann in die Schleswig-Hollstein-Lauenburgsche Kanzlei ein. 1811 wurde er dort Komptoir-Chef und Kanzleirat. Ab 1815 war er Syndikus und ab 1816 Bürgermeister der Stadt Kiel. 1825 erhielt er den Charakter Justizrat und 1831 Staatsrat. Nachdem 1835 das Schleswig-Holstein-Lauenburgische Oberappellationsgericht eingerichtet wurde, war er dort Oberappellationsrat. Seit der ersten Landtagsperiode 1835/36 bis 1846 gehörte er der Holsteinischen Ständeversammlung (als gewählter Abgeordneter in der Klasse der Städtischen Einwohner im 10. Wahlbezirk (Preetz)) an.